# Grönlingsfiskar
Grönlingsfiskarna (Balitoridae) är en familj strålfeniga benfiskar som huvudsakligen lever i strömmande klart bäckvatten. Familjen innehåller fler än 600 arter fördelade över 60 släkten.
I underfamiljen Balitorinae återfinns flera arter med sugmun med hjälp av vilken de kan fästa sig vid stenar och liknande.
I svenska vatten finns bara en art av grönlingsfiskarna, nominatarten grönling.

## Systematik
| - Underfamiljen Balitorinae omfattar följande släkten: - Annamia - Balitora - Beaufortia - Bhavania - Crossostoma - Cryptotora - Erromyzon - Gastromyzon - Glaniopsis - Hemimyzon - Homaloptera - Homalosoma - Hypergastromyzon - Jinshaia - Katibasia - Lepturichthys - Liniparhomaloptera - Metahomaloptera - Neogastomyzon - Neohomaloptera - Paraprotomyzon - Parhomaloptera - Plesiomyzon - Protomyzon - Pseudogastromyzon - Pseudohomaloptera - Sectoria - Sewellia - Sinogastromyzon - Sinohomaloptera - Travancoria - Vanmanenia | - Underfamiljen Nemacheilinae omfattar följande släkten: - Aborichthys - Acanthocobitis - Barbatula - Barbucca (listas ibland som familj Barbuccidae) - Dzihunia - Ellopostoma - Heminoemacheilus - Ilamnemacheilus - Indoreonectes - Lefua - Longischistura - Mesonoemacheilus - Micronemacheilus - Nemacheilus - Nemachilichthys - Neonoemacheilus - Nun - Oreonectes - Orthrias - Oreias - Paracobitis - Paranemachilus - Physoschistura - Protonemacheilus - Schistura - Seminemacheilus - Sphaerophysa - Sundoreonectes - Traccatichthys - Triplophysa - Tuberoschistura - Turcinoemacheilus - Vaillantella - Yunnanilus |